# Кипсел (сын Эпита)
Кипсел (др.-греч. Κύψελος) — персонаж древнегреческой мифологии, легендарный царь Аркадии. Сын Эпита, представитель аркадской царской династии, происходящей от Ликаона.

## Мифология
Кипсел унаследовал власть над Аркадией после своего отца Эпита. Согласно Павсанию, он правил в эпоху, предшествующую дорийскому завоеванию Пелопоннеса. Во время его правления происходили важные политические события, включая дорийское вторжение, также называемое "возвращением Гераклидов".

## Династические браки
Дочь Кипсела — Меропа — была выдана замуж за Кресфонта, одного из дорийских вождей и будущего царя Мессении. Этот брак, по мнению античных авторов, символизировал союз аркадского и дорийского домов и политическую легитимность власти Кресфонта.

## Потомки
Сыном Кипсела считался Голеас, о котором сохранилось мало сведений.

## Основание города
Павсаний упоминает, что Кипсел основал городок Басилиду (др.-греч. Βασιλίς) в Аркадии, расположенный в долине Алфея, недалеко от современного Андритсены. Название города связано с царским титулом (греч. βασιλεύς), что может указывать на его статус временной резиденции правителей.

## В литературе
Кипсел как аркадский царь упоминается у таких античных авторов, как Павсаний, а также в позднеантичных компиляциях, использующих фрагменты Никия (цитируется у Афинея).